# Oceania Sevens Championship
El Oceania Sevens es un torneo continental de selecciones masculinas de rugby 7 organizada por la Federación Oceánica de Rugby.

## Historia
El torneo se creó en 2008 y se disputa anualmente. 
Actualmente sirve como clasificatorio para las siguientes competiciones:
- Challenger Series
- Copa del Mundo de Rugby 7
- Juegos de la Mancomunidad
- Juegos Olímpicos

## Campeonatos
| Edición | Año  | Sede       | Campeón       | 2.º puesto    | 3.er puesto     | 4.º puesto         |
| ------- | ---- | ---------- | ------------- | ------------- | --------------- | ------------------ |
| I       | 2008 | Apia       | Samoa         | Tonga         | Islas Cook      | Niue               |
| II      | 2009 | Papeete    | Samoa         | Tonga         | PNG             | Niue               |
| III     | 2010 | Darwin     | Australia     | Samoa         | Tonga           | PNG                |
| IV      | 2011 | Apia       | Samoa         | Fiyi          | Tonga           | Islas Cook         |
| V       | 2012 | Sídney     | Australia     | Samoa         | Tonga           | Islas Cook         |
| VI      | 2013 | Suva       | Samoa         | Fiyi          | Australia       | Islas Cook         |
| VII     | 2014 | Noosa      | Fiyi          | Nueva Zelanda | Samoa           | Australia          |
| VIII    | 2015 | Auckland   | Australia     | Tonga         | Samoa           | PNG                |
| IX      | 2016 | Suva       | Fiyi          | Samoa         | Australia       | PNG                |
| X       | 2017 | Suva       | Fiyi          | Nueva Zelanda | Australia Samoa |                    |
| XI      | 2018 | Suva       | Fiyi          | Nueva Zelanda | Samoa           | Australia          |
| XII     | 2019 | Suva       | Australia     | Fiyi          | Japón           | Samoa              |
| XIII    | 2021 | Townsville | Fiyi          | Nueva Zelanda | Australia       | Oceania Barbarians |
| XIV     | 2022 | Pukekohe   | Nueva Zelanda | Australia     | Fiyi            | Tonga              |
| XV      | 2023 | Brisbane   | Nueva Zelanda | Samoa         | Fiyi            | PNG                |
| XVI     | 2024 | Honiara    | Samoa         | Fiyi          | Tonga           | Tuvalu             |

## Posiciones
- Número de veces que las selecciones se ubicaron en las primeras cuatro posiciones en todas las ediciones.

| Equipo             | Campeón | 2.º puesto | 3.er puesto | 4.º puesto |
| ------------------ | ------- | ---------- | ----------- | ---------- |
| Samoa              | 5       | 4          | 4           | 1          |
| Fiyi               | 5       | 4          | 2           |            |
| Australia          | 4       | 1          | 4           | 2          |
| Nueva Zelanda      | 2       | 4          |             |            |
| Tonga              |         | 3          | 4           | 1          |
| Islas Cook         |         |            | 1           | 3          |
| Papúa Nueva Guinea |         |            | 1           | 4          |
| Japón              |         |            | 1           |            |
| Niue               |         |            |             | 2          |
| Tuvalu             |         |            |             | 1          |
| Oceania Barbarians |         |            |             | 1          |